# CEP76
CEP76‏ (Centrosomal protein 76) هوَ بروتين يُشَفر بواسطة جين CEP76 في الإنسان.